# Famille de Lydie
La famille de Lydie est une petite famille d'astéroïdes de la ceinture principale à une distance moyenne de 2,75 UA du soleil. Les membres de cette famille ont une composition variable. La famille est nommée d'après l'objet de type M (110) Lydie, le plus grand membre étant l'objet de type T (308) Polyxo.